# Almendralejo (Gerichtsbezirk)
Der Gerichtsbezirk Almendralejo ist einer der 14 Gerichtsbezirke in der Provinz Badajoz.
Der Bezirk umfasst 8 Gemeinden auf einer Fläche von 635,67 km² mit dem Hauptquartier in Almendralejo.

## Gemeinden
| Gemeinde                    | Einwohner (2024) | Fläche km² | Dichte Einw./km² | Cod INE | Postleitzahl |
| --------------------------- | ---------------- | ---------- | ---------------- | ------- | ------------ |
| Aceuchal                    | 5.404            | 63,08      | 86               | 06002   | 06207        |
| Almendralejo                | 34.284           | 164,27     | 209              | 06011   | 06200        |
| Corte de Peleas             | 1.165            | 42,32      | 28               | 06040   | 06196        |
| Entrín Bajo                 | 540              | 9,74       | 55               | 06045   | 06197        |
| Nogales                     | 640              | 80,66      | 8                | 06092   | 06173        |
| Santa Marta                 | 4.145            | 119,73     | 35               | 06121   | 06150        |
| Solana de los Barros        | 2.542            | 65,03      | 39               | 06126   | 06209        |
| Villalba de los Barros      | 1.447            | 90,84      | 16               | 06152   | 06208        |
| Gerichtsbezirk Almendralejo | 50.167           | 635,67     | 79               | –       | –            |